# Мішель Перрі
Мішель Перрі (англ. Michelle Perry; нар. 1 травня 1979) — американська легкоатлетка, яка спеціалізувалася на бігу з бар'єрами.

## Спортивні досягнення
Учасниця олімпійських змагань із семиборства (2004), на яких посіла 14-е місце.
Дворазова чемпіонка світу з бігу на 100 метрів з бар'єрами (2005, 2007).
Фіналістка (4-е місце) Панамериканських ігор з бігу на 100 метрів з бар'єрами (2003).
Чемпіонка США з бігу на 100 метрів з бар'єрами (2005).
Бронзова призерка чемпіонату США з семиборства (2004).